# ماهم انگه
ماهَم آنْگه (درگذشتهٔ ۱۵۶۲ م.) دایهٔ اصلی، مورداعتماد تام و موردعلاقه اکبرشاه گورکانی بود. او بسیار زیرک، سیاستمدار، بی رحم، حیله گر و جاه‌طلب برای قدرت بود و مشاور اصلی، مورداعتماد و پرنفوذ سیاسی و شخصی شاه در طول دوران نوجوانی به شمار می‌آمد و عملاً حکومت گورکانی را از ۱۵۶۰ م. تا زمان مرگ خود در ۲۴ ژوئیه ۱۵۶۲ م. در اختیار داشت و در عرصه سیاست و مسائل خانوادگی شاهنشاهی نقش مستقیم و فعالی داشت، تا جایی که در عزل و نصب چندین وزیر اعظم و فرماندهان سپاهی و ایالتی دست داشت‌. همچنین، وی از سواد و تحصیلات خوبی برخوردار بود و به زبان‌های فارسی، اردو، ترکی ، سانسکریت تسلط داشت.

## زندگی‌نامه
ماهم آنگه، پیش از آنکه اکبرشاه در سن سیزده سالگی در سال ۱۵۵۶ بعنوان امپراتور گورکانی بر تخت پادشاهی بنشیند، دایهٔ ارشد او بود. حتی پسر او ادهم‌خان، برادر رضاعی اکبرشاه، تقریباً یکی از اعضای خانواده سلطنتی در نظر گرفته میشد. ماهم آنگه زیرک، جاه‌طلب و مسئول دربار و حرمسرا بود. همیشه بدنبال افزایش قدرت خود و پسرش بود. در سال ۱۵۶۰ م. آن دو با زیرکی و حیله اکبرشاه را راضی به آمدن به هند بدون همراهی بایرام‌خان، نایب‌السلطنه و قَیِّمَش کردند. آنان توانستند اکبرشاه را که تنها ۱۷ سال داشت، متقاعد کنند نیازی به بایرام‌خان نیست. اکبرشاه بایرام‌خان را مرخص کرده و به سفر حج فرستاد. چند ماه بعد یک افغان بایرام‌خان را کشت و بخش اعظم قدرت مُعظَمِ و بخش بزرگی از نفوذش در کل امپراتوری که در گذشته بعنوان قَیّم و نایب‌السلطنه عهده‌دار بود، به ماهم آنگه منتقل شد و به همین خاطر او بعنوان حاکم پنهانی تمام امپراتوری گورکانی در زمان اکبرشاه تا هنگام مرگ رسماً خدمت کرد. وی در تمام رفت و آمدهای دربار و جلسات امپراتوری شرکت می‌نمود و بیش از همه او به اکبرشاه مشاوره میداد. قدرت ماهم آنگه بمرور توسط شاه جوان رو به زوال رفت، زیرا اکبرشاه شروع به استقلال از زیر نفوذ ماهم آنگه کرد، بویژه زمانی که آتاغاخان، شخصی خارج از حوزهٔ نفوذ گستردهٔ ماهم را بدون ‌مشورت با او به وزارت برگزید، باعث شد ماهم آنگه رسماً نفوذش بر اکبرشاه و امپراتوری را تا حدودی از دست دهد که این به تهدید بسیار بزرگی برای اقتدارش تبدیل شد، ولی با این اوضاع همچنان اکبر در بیشتر امور با او مشورت کرده و نظرش را بسیار مهم میشمرد و همچنان تا پایان عمر اجازه مداخله بر مدیریت شاهنشاهی گورکانی را داشت.

## مرگ

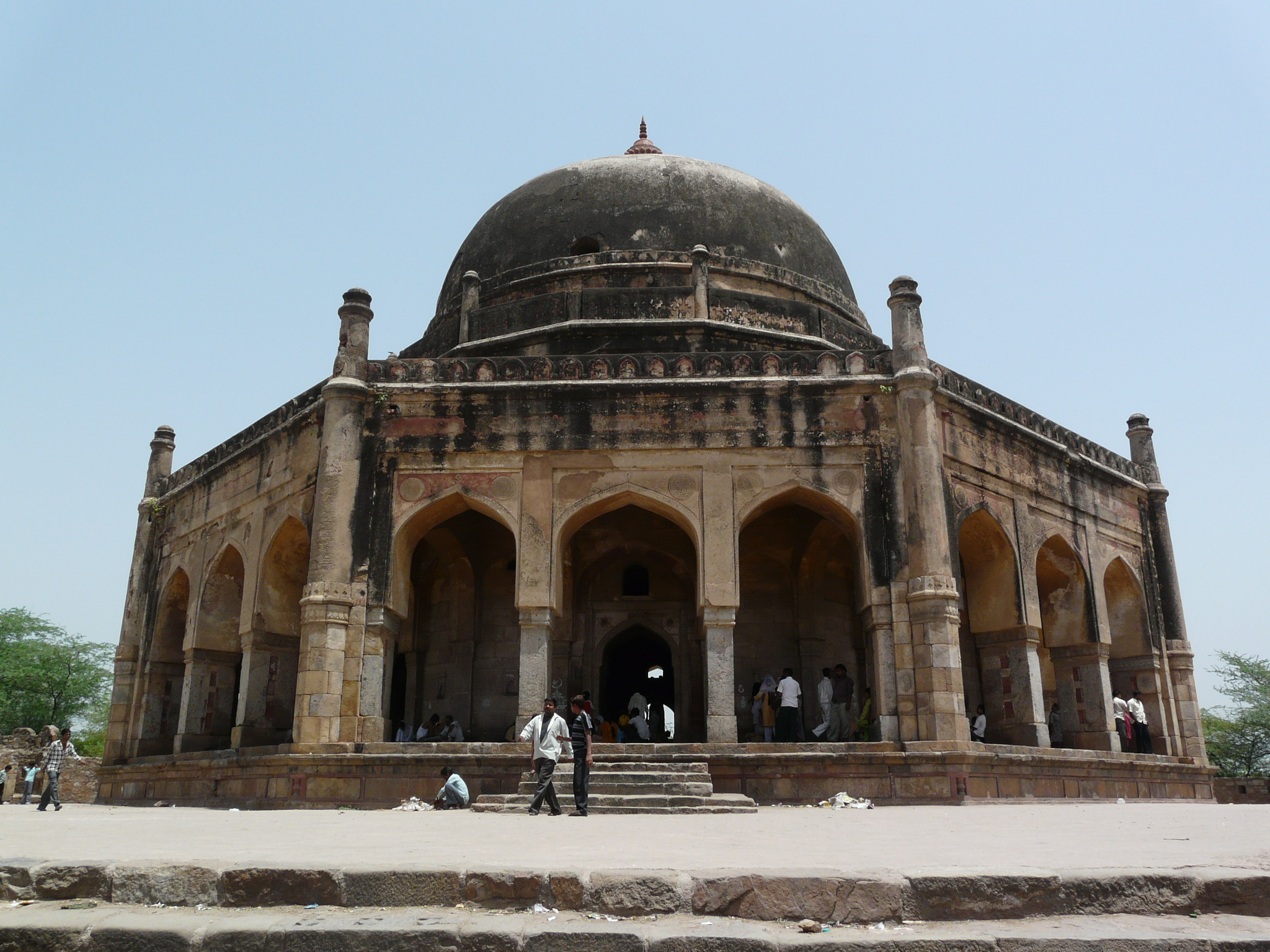
آرامگاه ادهم خان و ماهم آنگه

ادهم خان به جرم قتل آتاغا خان، به طرز فجیعی اعدام شد، در ۱۵۶۲، اکبر خبر را به ماهم آنگه رسانید و او پس از چهلم پسرش از غم و اندوه بیش از حد سخت بیمار شده و در گذشت. معروف است زمانی که اکبر خبر را به او داد، او گفته‌است که: کار خوبی کردی، دلیل این حرف آگاهی او از خطای بسیار بزرگ و نابخشودنی پسرش بود و او با خونسردی و خردمندانه جواب داد.
مقبره او و ادهم توسط اکبر ساخته شد.

## خیر المنازل

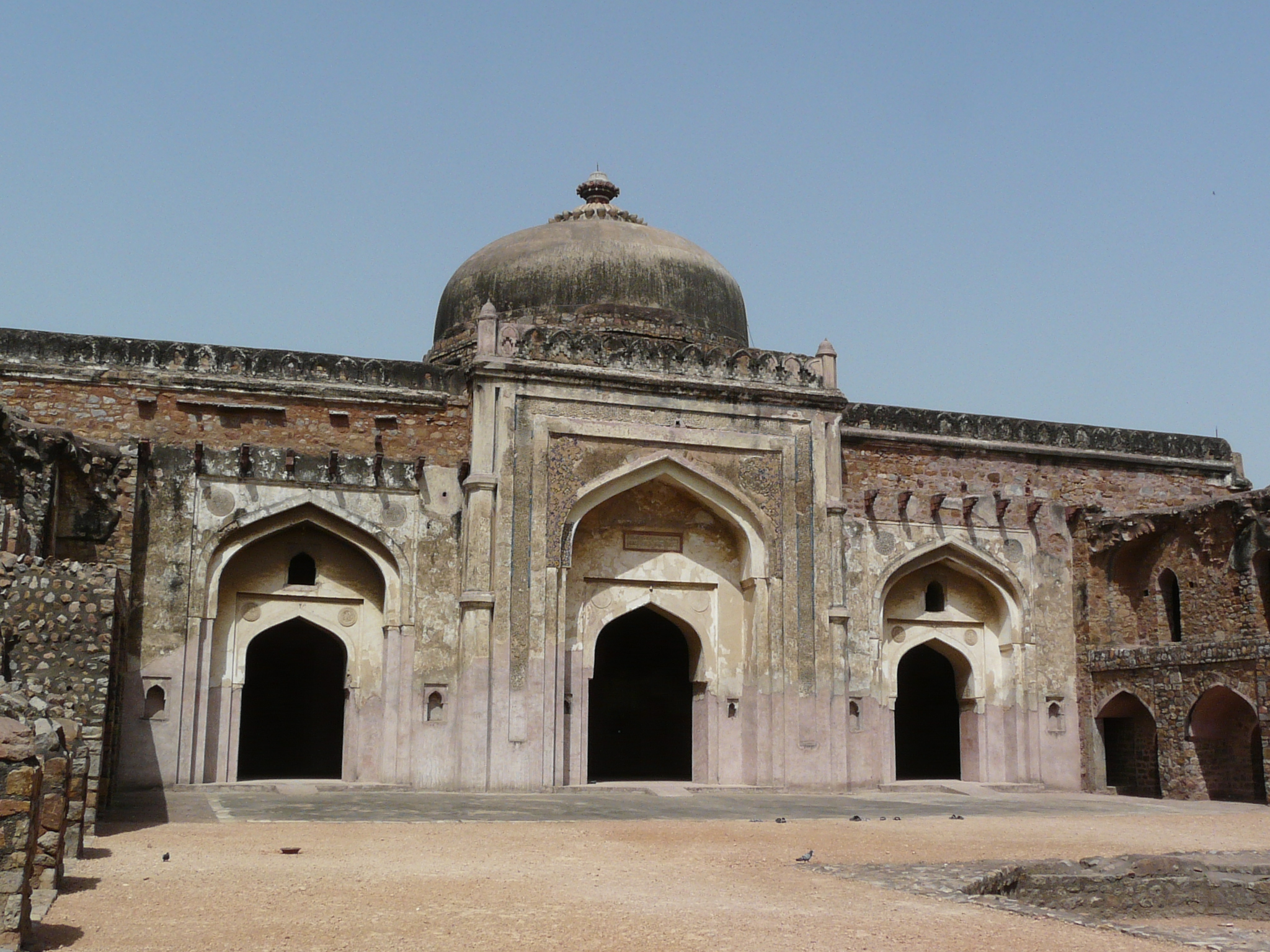
خیر المنازل

او مسجدی به نام خیر المنازل در سال ۱۵۶۱ ساخت. بعدها به عنوان یک مدرسه از آن استفاده شد. این بنا در مقابل قلعه پورانا در جنوب شرقی دروازه شیرشاه قرار دارد.

## برای مطالعهٔ بیشتر
- معماری مغول از دهلی: مطالعه ای دربارهٔ مساجد و مقبره (1556-1627 A. D.) Praduman K. Sharma, ساندیپ سال ۲۰۰۱ شابک ‎۸۱-۷۵۷۴-۰۹۴-۹. فصل ۴.
- B. V. Bhavan 'امپراتوری مغول' (بمبئی ۱۹۷۴) کمبریج، تاریخ هند،  v. 4, ابو محمد فضل 'Akbarnama' Badauni.